# En haut de l'escalier
En haut de l’escalier (en russe : Verkh po lestnitse) est une nouvelle d’Anton Tchekhov, parue en 1885.

## Historique
En haut de l’escalier est initialement publié dans la revue russe Les Éclats, no 24, du 15 juin 1885, sous le pseudonyme L'Homme sans rate. Aussi traduit en français sous le titre Les Degrés de l’échelle.

## Résumé
Le conseiller provincial Dolbonosov est de passage à Saint-Pétersbourg. Il est invité à une soirée chez le prince Fingalov où il reconnaît Stchépotkine, l’ancien percepteur de ses enfants. Ne connaissant personne, et faute de mieux, il se dirige vers le jeune homme d’un air condescendant. 
Il lui demande à quel titre il est invité : « Je me trouve là comme vous », lui répond l’ancien étudiant qui lui apprend qu’il est chargé de mission dans un ministère pour huit cents roubles, secrétaire à la direction des chemins de fer pour mille cinq cents roubles et, pour couronner le tout, qu'il s’est marié à la nièce du sous-secrétaire d’État.
Impressionné Dolbonosov invite aussitôt à dîner le jeune homme.

## Édition française
- Les Degrés de l’échelle, dans Œuvre de A.Tchekhov 1885, traduit par Madeleine Durand et Edouard Parayre, Les Éditeurs Français Réunis, 1955, numéro d’éditeur 431.